# Wesley Schors
Wesley Schors (21 augustus 1989) is een Nederlands voetballer.

## Biografie
Schors speelde in de jeugdopleiding van Roda JC als aanvaller. De smaakmaker van Jong Roda JC speelde in de voorbereiding op het seizoen 2008/09 al enkele oefenwedstrijden, waarin hij zelfs meerdere malen tot scoren kwam. Tot een definitieve overstap naar het eerste elftal kwam het pas op 3 mei 2009. De pas 19-jarige Schors kreeg tijdens de wedstrijd tegen Willem II een kans om de gehavende aanval van Roda JC te versterken. In de uitwedstrijd tegen SC Cambuur-Leeuwarden op 3 juni 2009, het derde duel van de playoffs, stond hij voor het eerst in de basis.
In het seizoen 2009/10 kwam hij op amateurbasis uitkomen voor MVV uit Maastricht. Na één seizoen bij Sportfreunde Siegen in Duitsland, ging hij in 2011 voor EHC spelen.

## Carrière
| seizoen | club                | land      | competitie     | wed. | goals |
| ------- | ------------------- | --------- | -------------- | ---- | ----- |
| 2008/09 | Roda JC             | Nederland | Eredivisie     | 1    | 0     |
| 2009/10 | MVV                 | Nederland | Eerste divisie | 0    | 0     |
| 2010/11 | Sportfreunde Siegen | Duitsland | NRW-Liga       | 36   | 6     |
|         | totaal:             | totaal:   | totaal:        | 37   | 6     |

Bijgewerkt 06-09-2011